# 3318-as mellékút (Magyarország)
A 3318-as számú mellékút egy közel 10 kilométeres hosszúságú, négy számjegyű mellékút Hajdú-Bihar vármegye középső-északi részén; Balmazújváros keleti külterületeitől húzódik Hajdúböszörményig.

## Nyomvonala
Balmazújváros külterületei között, a város központjától bő 3 kilométerre északkeletre ágazik ki a 3323-as útból, annak a 3+650-es kilométerszelvénye közelében, keleti irányban. Mintegy másfél kilométer után kicsit északabbi irányt vesz, 3,9 kilométer megtétele után pedig kilép a város határai között és Hajdúböszörmény területén folytatódik. Majdnem pontosan a nyolcadik kilométerénél éri el az M35-ös autópályát, amit felüljárón, csomóponttal keresztez, 8,8 kilométer után pedig áthalad egy körforgalmon, ami ottani ipari és kereskedelmi létesítményeket szolgál ki. Ettől kezdve már belterületen halad, Külső Újvárosi utca néven, és kevéssel ezután véget is ér, beletorkollva a 35-ös főútba,  annak a 63+800-as kilométerszelvényénél.
Teljes hossza, az országos közutak térképes nyilvántartását szolgáló kira.kozut.hu adatbázisa szerint 9,621 kilométer.

## Települések az út mentén
- (Balmazújváros)
- Hajdúböszörmény